# The Green Book (IRA)
The Green Book, publicado em 1956, foi um manual de conduta do Exército Republicano Irlandês (IRA).